# یژمانووا
یژمانووا (به لاتین: Jerzmanowa) یک روستا در لهستان است که در گمینا یژمانووا واقع شده‌است. یژمانووا ۶۰۰ نفر جمعیت دارد.